# Кравчук Василь Іванович
Васи́ль Іва́нович Кравчу́к (8 червня 1929, село Кіндратки — 25 листопада 2015, Ізяслав) — український поет-гуморист. Член Національної спілки письменників України від 1988 року. Заслужений працівник культури України.

## Біографія
Народився в селі Кіндратки в багатодітній сім'ї хліборобів Оксани та Івана Кравчуків. Батько загинув під час німецько-радянської війни 8 травня 1945 року. Закінчив Острозьке педагогічне училище, Рівненський педагогічний інститут, Житомирське музичне училище. З 1952 року вчителював у Ріпківській середній школі. Через деякий час його переведено на посаду вчителя співів і музики та української мови. Засновник хору вчителів старших класів. У 1959–1989 роках — директор Ізяславської музичної школи.

### Відзнаки
- Заслужений працівник культури України,
- Почесний громадянин м. Ізяслав,
- Відзнака Президента України — ювілейна медаль «20 років незалежності України» (19 серпня 2011)[1],
- Член Національної спілки письменників України,
- Член Всеукраїнської музичної спілки.

## Творчість
Автор книжок «Павук і Муха», «За власним бажанням», «Золотиста нитка в'ється», «Номенклатурна лічилка», «Не такі ми вже й старі», «Останній візит душогуба», «Жайворонкова школа», «Квокче квочка в холодочку», «Йшов грибочок на горбочок», «Вибране», «Веселі Василі»,, «Втеча від погибелі», «Любов і біль землі моєї», «Дні непокори», «Третя місячна ніч», «Обоє рябоє», «Синьоцвіт Горині», «Веселі паралелі», «Мобілочка для білочки», "Пам'ять коренів роду" "Пливе в минуле стежка золота".
Лауреат премій імені Микити Годованця, імені Степана Руданського, імені Степана Олійника, імені Наталі Забіли, імені Якова Гальчевського «За подвижництво у державотворенні» та Міжнародної премії фонду «Святої Марії».